# Жан-Рене-Констан Куа
Жан-Рене-Констан Куа (фр. Jean René Constant Quoy; 1790-1869) — французький лікар і зоолог.

## Біографія
У 1806 році почав навчання у школі військово-морської медицини у Рошфорі. У 1814 році здобув докторський ступінь. У 1814—1815 роках працював хірургом на Реюньйоні. З 1817 по 1820 роки він служив корабельним лікарем під час навколосвітнього плавання французького корвета «Уранія» під командуванням Луї де Фрейсіне. З 1822 по 1825 роки разом з Жозефом-Полем Гемаром він служив натуралістом під час навколосвітнього плавання на борту «La Coquille» під командуванням Луї Ісидора Дюперре і на борту «Астролябії» з 1826 по 1829 роки під командуванням Жюля Дюмон-Дюрвіля. Під час мандрівок разом зі своїми навичками натураліста він був відомий також як гарний художник.
У 1824 році його призначено професором анатомії в Морському училищі Рошфор, де з 1832 по 1835 роки був професором медицини. Потім продовжував свою кар'єру в морських госпіталях у Тулоні (1835–1837) і Бресті (1838–1848), після чого був обраний генеральним інспектором Військово-морського бюро медицини та хірургії (з 1848 по 1858). У 1830 році Куа обрано членом Французької академії наук. 
У 1858 році Куа пішов у відставку. Останні десять років свого життя він прожив у місті Сен-Жан-де-Ліверсе.

## Вшанування
На честь Куа названі такі таксони тварин:
- рід морських черевоногих молюсків Quoya (Labbé, 1934)
- рід викопних черевоногих молюсків Quoyia (Gray, 1839)
- вид молюсків Terebra quoygaimardi (Cernohorsky, 1976)
- вид молюсків Pleuroloba quoyi (H. Adams & A. Adams , 1854)
- вид крабів Pilumnus quoyi (H. Milne-Edwards, 1834)
- вид хітонів Ischnochiton quoyanus (J. Thiele , 1910)
- вид акул Heterodontus quoyi (Fréminville, 1840)
- вид риб Hyporhamphus quoyi (Valenciennes, 1847)
- вид риб Scarus quoyi (Valenciennes, 1840)
- вид ящірок Eulamprus quoyii (A.M.C. Duméril & Bibron, 1839)
- вид птахів Melloria quoyi (Lesson & Garnot, 1827)

## Внесок
Куа є автором таксонів:
- Sagitta Quoy and Gaimard, 1827
- Abyla Quoy & Gaimard, 1827
- Abyla trigona Quoy & Gaimard, 1827
- Astroides Quoy & Gaimard, 1827
- Ceratocymba sagittata (Quoy & Gaimard, 1827)
- Enneagonum Quoy & Gaimard, 1827
- Enneagonum hyalinum Quoy & Gaimard, 1827
- Hippopodius Quoy & Gaimard, 1827
- Modeeria rotunda (Quoy & Gaimard, 1827)
- Octophialucium funerarium (Quoy & Gaimard, 1827)
- Pandea conica (Quoy & Gaimard, 1827)
- Phlyctenactis tuberculosa (Quoy & Gaimard, 1833)
- Praya dubia (Quoy & Gaimard, 1827)
- Rhizostoma luteum (Quoy & Gaimard, 1827)
- Rosacea Quoy and Gaimard, 1827
- Rosacea plicata Quoy and Gaimard, 1827
- Tiaranna rotunda (Quoy and Gaimard, 1827)
- Murexsul octogonus (Quoy & Gaimard, 1833)
- Pleurobranchaea maculata Quoy & Gaimard, 1834
- Styliola subula (Quoy & Gaimard, 1827)
- Alepas univalvis (Quoy & Gaimard, 1827)
- Anguilla marmorata Quoy & Gaimard, 1824
- Centrogenys vaigiensis (Quoy & Gaimard, 1824)
- Rhamdia quelen (Quoy & Gaimard, 1824)
- Scorpaenodes guamensis (Quoy & Gaimard, 1824)
- Melanodera melanodera (Quoy & Gaimard, 1824)
- Percnohierax leucorrhous (Quoy & Gaimard, 1824)
- Rollandia rolland (Quoy & Gaimard, 1824)
- Acrocephalus luscinius (Quoy & Gaimard, 1830)
- Perameles bougainville Quoy & Gaimard 1824